# Acorn (Software)
Acorn ist ein Rastergrafikeditor für macOS, der von August Mueller und der Firma Flying Meat Inc. mit Sitz in Mukilteo, Washington, USA entwickelt wurde. Die erste Version wurde am 10. September 2007 veröffentlicht. Acorn basiert auf dem Framework einer früheren Bildbearbeitungsanwendung des Unternehmens, FlySketch.
Acorn nutzt intensiv das Apple-Framework Core Image zur Bildverarbeitung. Das native Dateiformat von Acorn ist .acorn. Das Programm kombiniert Vektorgrafikfunktionen mit Rastergrafikbearbeitung und wird als Alternative zu Photoshop angesehen.

## Funktionen
- Ebenen-basierte Bildbearbeitung
- Ebenenmasken und Mischmodi
- Multi-Layer-Screenshots[8]
- Nicht-destruktive, stapelbare Filter[9]
- Gradationskurven und Tonwertkorrektur
- Multi-Stop-Verläufe
- AppleScript-Unterstützung[10]
- Automator-Integration[10]
- Integrierter Pinsel-Designer für individuelle Pinsel
- Import von Photoshop-Pinseln
- Vektorgrafik-Funktionen inklusive Bézier-Kurven und Textwerkzeug
- RAW-Format-Unterstützung
- Verschiedene Auswahlwerkzeuge, darunter Zauberstab und Schnellmaske
- Unterstützung für Retina-Displays
- CMYK-Farbraumunterstützung beim Speichern als JPEG oder TIFF
- Export als GIF-Animationen
- Unterstützung für Apple Silicon-Prozessoren

## Versionsgeschichte
| Version     | Erstveröffentlichung | Kompatibilität     | Wichtige Funktionen |
| ----------- | -------------------- | ------------------ | --- |
| 1.0 - 1.5.5 | 10. September 2007   | macOS 10.4 - 10.10 | Erstveröffentlichung; Pinsel-Designer, erweitertes Zuschneiden, Öffnen und Speichern von JPEG 2000-Bildern |
| 2.0 - 2.6.5 | 13. September 2009   | macOS 10.6 - 10.10 | Ebenenscreenshots, Lineale, RAW-Unterstützung, 64-Bit-Unterstützung, Retuschierwerkzeuge, JSTalk-Skripting, AppleScript-Unterstützung, Ebenengruppen, Führungslinien und magnetisches Einrasten, Ebenenmasken, WebP                                |
| 3.0 - 3.5.2 | 12. April 2011       | macOS 10.6 - 10.10 | Ebenenstile, Schnellauswahl, Instant-Alpha, Live-Farbverläufe, neue Filter, Bézier-Kurve-Bearbeitung, Vollbildmodus, automatische Speicherung, Retina-Leinwandunterstützung, intelligenter Ebenenexport, Skalierung beim Webexport, neue Mischmodi |
| 4.0 - 4.5.7 | 2. Mai 2013          | macOS 10.8 - 10.12 | Nicht-destruktive Filter, Tonwertkorrektur, Vektorlinien-Verbindungen, Mehrfachauswahl von Ebenen, CMYK-Unterstützung für JPEG und TIFF, weicher Radierer, Live-Schriftartenaktualisierung, Live-Mischungsaktualisierung                           |
| 5.0 - 5.6   | 20. August 2015      | macOS 10.10+       | Formprozessor, nicht-destruktive Tonwertkorrekturen, verbesserter PDF-Import, Photoshop-Pinselimport, Metadaten-Bearbeitung, grundlegende SVG-Unterstützung, Deep Color-Unterstützung, Kreistext-Werkzeug, neue Farbverwaltung                     |
| 6.0 - 6.3.3 | 10. Juli 2017        | macOS 10.11+       | Text auf Pfaden, Klon-Werkzeug über Ebenen hinweg, neue Web-Export-Funktionen, intelligente Ebenenexporteinstellungen, neue Bézier-Werkzeuge, Farbprofile                                                                                          |
| 7.0         | 17. März 2021        | macOS 10.14+       | Unterstützung für Macs mit Apple Silicon, Tabbed Document Interface, neues Exportfenster, GIF-Animationsexport, Perspektivkorrektur, Spotlight-ähnliche Befehlsleiste                                                                              |
| 8.0         | 16. Dezember 2024    | macOS 14+          | |

## Rezensionen und Auszeichnungen
- Houston Chronicle Acorn 4 Rezension[22]
- The Guardian – Die 25 besten Alternativen zu Photoshop[23]
- Macworld Editors' Choice Award 2009[24]
- Beste Apps des Jahres 2013 im Mac App Store[25]